# Crusader Kings II
Crusader Kings II is een real-time strategy spel ontwikkeld en uitgegeven door Paradox Interactive als de opvolger van Crusader Kings. Het spel werd uitgegeven voor Microsoft Windows op 14 februari 2012.

## Gameplay
Het spel kan omschreven worden als een dynastiesimulator, waarbij de speler een middeleeuwse, meestal Europese dynastie tussen 936 en 1453 bestuurt. Echter, door het aanschaffen van verschillende DLC's kan er ook met islamitische of Indische personages gespeeld worden en krijgt men de mogelijkheid om eerder te beginnen, in 769 of in 876. Door het strategisch gebruikmaken van onder andere huwelijken en moordpogingen dient de speler de macht en invloed van zijn dynastie te vergroten. De simulatie kent een open eind, zodat succes in het spel door de speler zelf gedefinieerd wordt. Alleen als de dynastie van de speler volledig uitsterft of ze geen bezittingen meer heeft is het spel voorbij.
In het spel erven kinderen eigenschappen, cultuur, religie en vaardigheden van hun ouders of opvoeders dankzij een systeem waarbij genetica en opvoeding in geïmplementeerd zijn. Dit systeem noopt de speler tot het zorgvuldig selecteren en arrangeren van huwelijken, zodat de eigenschappen van kinderen uit dit huwelijk optimaal zijn. Naast deze positieve eigenschappen zijn er immers ook veel slechte eigenschappen te verkrijgen die gebaseerd zijn op de zeven hoofdzonden of op wat men in de middeleeuwen beschouwde als straf van God (lichamelijke afwijkingen).
Er zijn vier speelbare autoriteitsniveaus in het spel: graven, hertogen, koningen en keizers. Omdat dit spel zich afspeelt in de middeleeuwen en de feodaliteit nog bestond, dient de speler telkens rekening te houden met de opinie van zijn onderdanen om ervoor te zorgen dat zij niet gaan rebelleren tegen hem.
1. ↑  https://forum.paradoxplaza.com/forum/index.php?threads/ckii-ai-and-raid-patch-2-8-3-4-checksum-sahq.1117798/; tijdstip: 6 september 2018.